# Supercoppa del Belgio 1992
La Supercoppa del Belgio 1992 (in francese Supercoupe de Belgique, in fiammingo Belgische Supercup) è stata la 13ª edizione della Supercoppa del Belgio di calcio.
La partita fu disputata dal Club Bruges, vincitore del campionato, e dall'Anversa, vincitore della coppa.
L'incontro si giocò il 5 agosto 1992 allo Stadio Jan Breydel di Bruges e vide la vittoria del Club Bruges dopo i tiri di rigore, che si aggiudicò per la sesta volta il titolo.

## Tabellino
| Arbitro: | Leon Schelings |

|                                        |                      |                        |
| Staelens 59’                           | Marcatori            | 67’ Czerniatynski      |
| Booy Van Der Heyden Verheyen Van Maele | Tiri di rigore 4 – 1 | ? Severeyns Broeckaert |